# Edge of Tomorrow
Edge of Tomorrow is een Amerikaanse actie-sciencefictionfilm in 3D en IMAX 3D uit 2014, geregisseerd door Doug Liman met Tom Cruise en Emily Blunt in de hoofdrol. De film is gebaseerd op de Japanse roman All You Need Is Kill van Hiroshi Sakurazaka.

## Verhaal
Als de Aarde wordt aangevallen door buitenaardse wezens, is daar geen enkel leger tegen opgewassen. De onervaren majoor Cage sneuvelt binnen enkele minuten, maar belandt in een tijdlus. Hierdoor komt hij steeds opnieuw in hetzelfde gevecht terecht en sterft hij telkens weer. Maar bij elk gevecht kan Cage meer tegenstand bieden tegen de vijand. Cage krijgt hulp van Rita Vrataski van de speciale eenheden, waardoor ze samen steeds een stap dichter komen om de vijand te verslaan.

## Rolverdeling
| Acteur            | Personage               |
| ----------------- | ----------------------- |
| Tom Cruise        | Majoor William Cage     |
| Emily Blunt       | Sergeant Rita Vrataski  |
| Brendan Gleeson   | Generaal Brigham        |
| Bill Paxton       | Sergeant-majoor Farrell |
| Jonas Armstrong   | Skinner                 |
| Tony Way          | Kimmel                  |
| Kick Gurry        | Griff                   |
| Franz Drameh      | Ford                    |
| Dragomir Mrsic    | Kuntz                   |
| Charlotte Riley   | Nance                   |
| Masayoshi Haneda  | Takeda                  |
| Terence Maynard   | Sergeant                |
| Noah Taylor       | Dr. Carter              |
| Lara Pulver       | Karen Lord              |
| Madeleine Mantock | Julie                   |

## Achtergrond
Bijzonder was de wereldpremière op 28 mei 2014. Net als in de film was het voor de cast en de crew een race tegen de klok om op een dag bij drie steden aanwezig te zijn. Tom Cruise en Emily Blunt liepen 's morgens in Londen, 's middags in Parijs en laat in de avond in New York over de rode loper.